# Sparks Fly
"Sparks Fly" är en sång av den amerikanska sångerskan och låtskrivaren Taylor Swift från hennes tredje studioalbum Speak Now. Sången skrevs och producerades av Swift, med ytterligare produktion av Nathan Chapman. Swift skrev sången när hon var sexton år. Efter ett framträdande av sången 2007 växte dess popularitet bland Swifts fans. När Swift jobbade på albumet Speak Now så fick hon flera förfrågningar om att inkludera sången, vilket hon gjorde i slutändan. Sången handlar om att bli förälskad i någon som kanske inte är lämplig att vara kär i. Sången släpptes officiellt som den femte singeln från albumet den 18 juli 2011.

## Bakgrund
"Sparks Fly" skrevs av Swift när hon var sexton år, alltså innan hon släppte sitt första album Taylor Swift. Hon framförde sången live under flera shower i barer med cirka "fyrtio-femtio personer".
Swift sa följande om låten innan albumet släpptes: "Det här är en sång som jag skrev för ett par år sedan, och jag har jobbat på den sen dess. Det har varit fantastiskt att se sångens ändringar över åren. Fansen har hört den förr under konserter, men det har skett ett par coola ändringar som jag är riktigt stolt över. Jag kan knappt bärga mig tills de får höra den."

## Musikvideo
Musikvideon för sången innehåller klipp tagna från olika framträdanden av Swift's turné Speak Now World Tour. Videon hade premiär onsdagen den 10 augusti 2011.

## Låtlista
- Limited Edition CD single

1. "Sparks Fly" – 4:20

## Topplistor och certifieringar

### Topplista
| Lista (2010–2011)         | Topplacering |
| ------------------------- | ------------ |
| Kanada (Canadian Hot 100) | 28           |
| USA (Billboard Hot 100)   | 17           |
| USA (Hot Country Songs)   | 1            |

### Certifieringar
| Land | Certifiering |
| ---- | ------------ |
| USA  | Guld         |

## Utgivningshistorik
| Land | Datum           | Format                       | Skivbolag           |
| ---- | --------------- | ---------------------------- | ------------------- |
| USA  | 18 juli 2011    | Country radio                | Big Machine Records |
| USA  | 10 augusti 2011 | Begränsad upplaga CD-singlar | Big Machine Records |